# Tóth Dominik
Tóth Dominik (Budapest, 1998. október 3. –) magyar színész.

## Életpályája
2019-2024 között a Színház- és Filmművészeti Egyetem zenés színész szakán tanult, Novák Eszter és Selmeczi György osztályában. Egyetemi gyakorlatát a Vígszínházban, a Radnóti színházban és a Miskolci Nemzeti Színházban töltötte. 2024-től a Miskolci Nemzeti Színház tagja.
Menyasszonya Rudolf Szonja színésznő.

## Színházi szerepei

### Miskolci Nemzeti Színház
- Jézus Krisztus Szupersztár (Annás, Simon)
- A tatárok Magyarországban (Orangzeb)
- A csárdáskirálynő (Edvin)
- A szálemiek (Peter Nurse)
- Berzsián és Dideki (Violin)
- Leonce és Léna (Költő)
- Csókos asszony (Dorozsmai Pista)
- Rómeó és Júlia (Páris)
- Primadonnák (Butch)
- Marat/Sade (Kukuriku)

### Madách Színház
- A nyomorultak (Marius)

### Vígszínház
- A Pál utcai fiúk (Az idősebb Pásztor)
- A dzsungel könyve (Furkó farkas)

### Radnóti Színház
- Kályha Kati (Román közlegény)